# علاج ركوب الأمواج

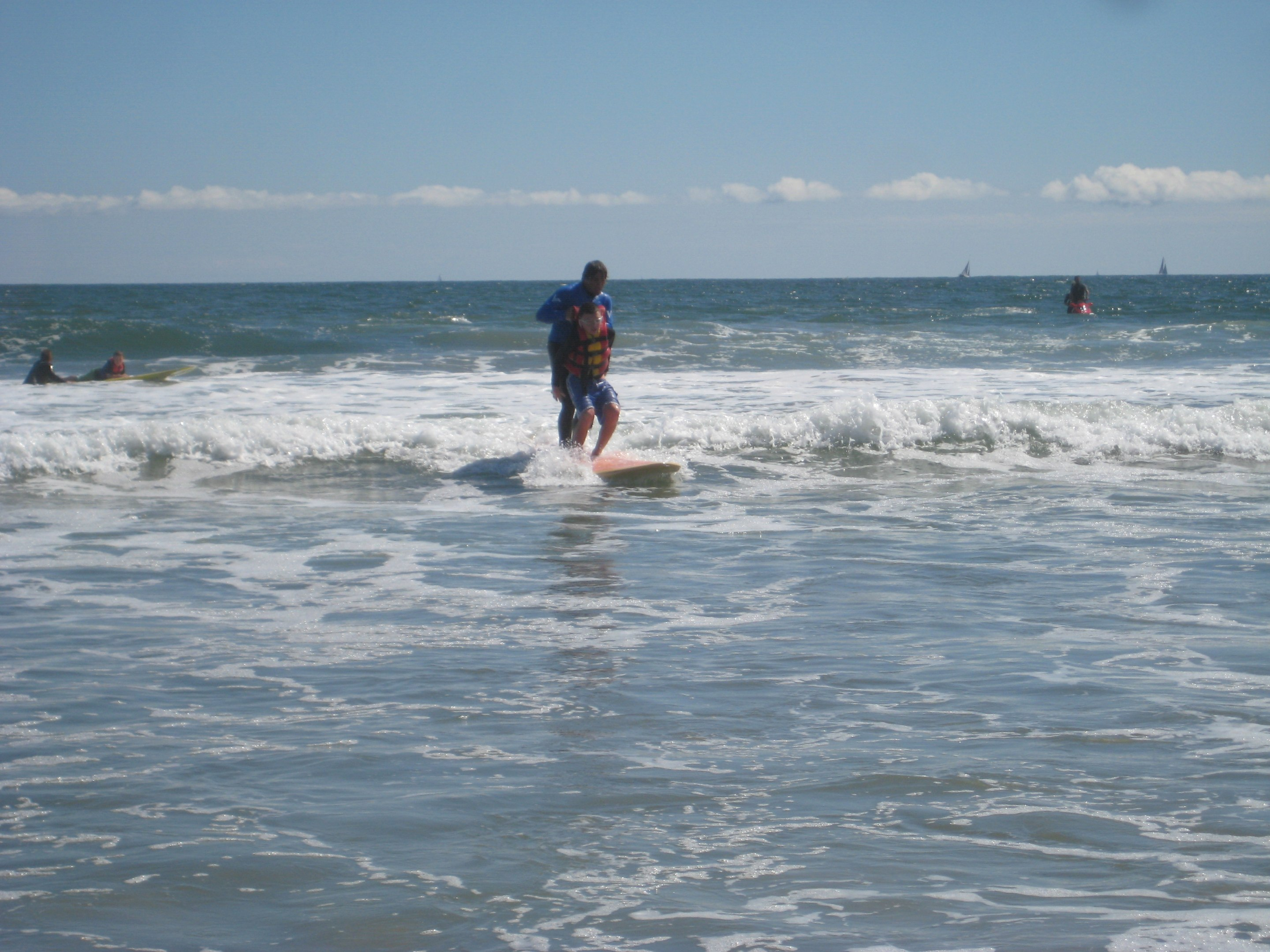
برنامج العلاج بركوب الأمواج

العلاج بركوب الأمواج هو مماثل للعلاج الطبيعي وقد حددته منظمة العلاج بركوب الأمواج الدولية في عام 2017 كنوع من التدخل في الصحة العقلية الذي يستخدم ركوب الأمواج وبيئة المحيط لتعزيز الصحة البدنية والنفسية. فهو يجمع بين تعليم ركوب الأمواج وأنشطة ركوب الأمواج والأنشطة الفردية والجماعية المنظمة لدعم الأفراد في تحقيق الأهداف الشخصية وتحسين صحتهم العامة.
يُطلق على العلاج بركوب الأمواج أحيانًا اسم ركوب الأمواج التكيفي، ويمكن أن يُمهد الطريق لركوب الأمواج البارالمبية. كما يمكن ربطه بمفاهيم الرعاية الزرقاء أو العلاج بالمحيط أو العلاج بمياه البحر.

## التاريخ
خلال العصر الفيكتوري، ساد اعتقاد واسع النطاق بأن للسباحة في البحر فوائد صحية كبيرة، مما أدى إلى شيوعها كنشاط علاجي وترفيهي. وأصبحت مدن المنتجعات الساحلية وجهات سياحية شهيرة في المملكة المتحدة وأوروبا، حيث أوصى الأطباء بالاستحمام في البحر لعلاج أمراض وعلل مختلفة.
في عام 2010، بدأت مؤسسة الرعاية الأولية في كورنوال التابعة لهيئة الخدمات الصحية الوطنية برنامجًا تجريبيًا مدته ستة أسابيع للعلاج بركوب الأمواج في جميع أنحاء المملكة المتحدة، ويسمى مشروع الموجة للأطفال الصغار والبالغين المعرضين للخطر الذين تتراوح أعمارهم بين 8 و21 عامًا. في عام 2011، تم إنشاء شركة وايف بروجيكت سي آي سي غير الربحية (شركة ذات مصلحة مجتمعية) لتقديم البرنامج على نطاق كامل.
في أستراليا، يستخدم العلاج بالركوب الأمواج النتائج والأساليب التي تم تطويرها في إطار التربية البدنية التكيفية.
في عام 2011، حصلت منظمة محلية في كيب تاون تدعى وايفز فور تشانج، برئاسة الخريج الإنجليزي السابق تيم كونيبير، على منحة في عام 2017 لتنظيم اجتماع للممارسين من مختلف البلدان. وبالتالي تم إنشاء منظمة العلاج بالركوب الأمواج الدولية والتي كانت منذ ذلك الحين تراقب أعمال البحث وبرامج العلاج بالركوب الأمواج التي تم تطويرها في جميع أنحاء العالم.
هناك عدد كبير من هذه البرامج في جميع أنحاء العالم تستهدف ملفات تعريف فردية مختلفة: النساء اللاتي تعرضن للعنف، والشباب من خلفيات اجتماعية صعبة، والأشخاص ذوي الإعاقة، وحتى المحاربين القدامى.
تم إطلاق أحد أول برامج الحصول على شهادة مدرب العلاج لركوب الأمواج الدولية التي تديرها الرابطة الدولية لركوب الأمواج في لاجولا، كاليفورنيا في عام 2020.

## القياس
في السنوات الأخيرة، تم إجراء عدد من الدراسات الأكاديمية لفهم أفضل للمفهوم وتطبيقه العلاجي الفعال بالإضافة إلى تنظيم مجموعة المعرفة والممارسات لمزيد من البرمجة والتطبيق الميداني.

## روابط خارجية
- مشروع الموجة.
- المنظمة الدولية للعلاج بركوب الأمواج.
- مؤسسة روكسي ديفيس.
- رابطة محترفي ركوب الأمواج التكيفي.